# Judaïsme reconstructionniste

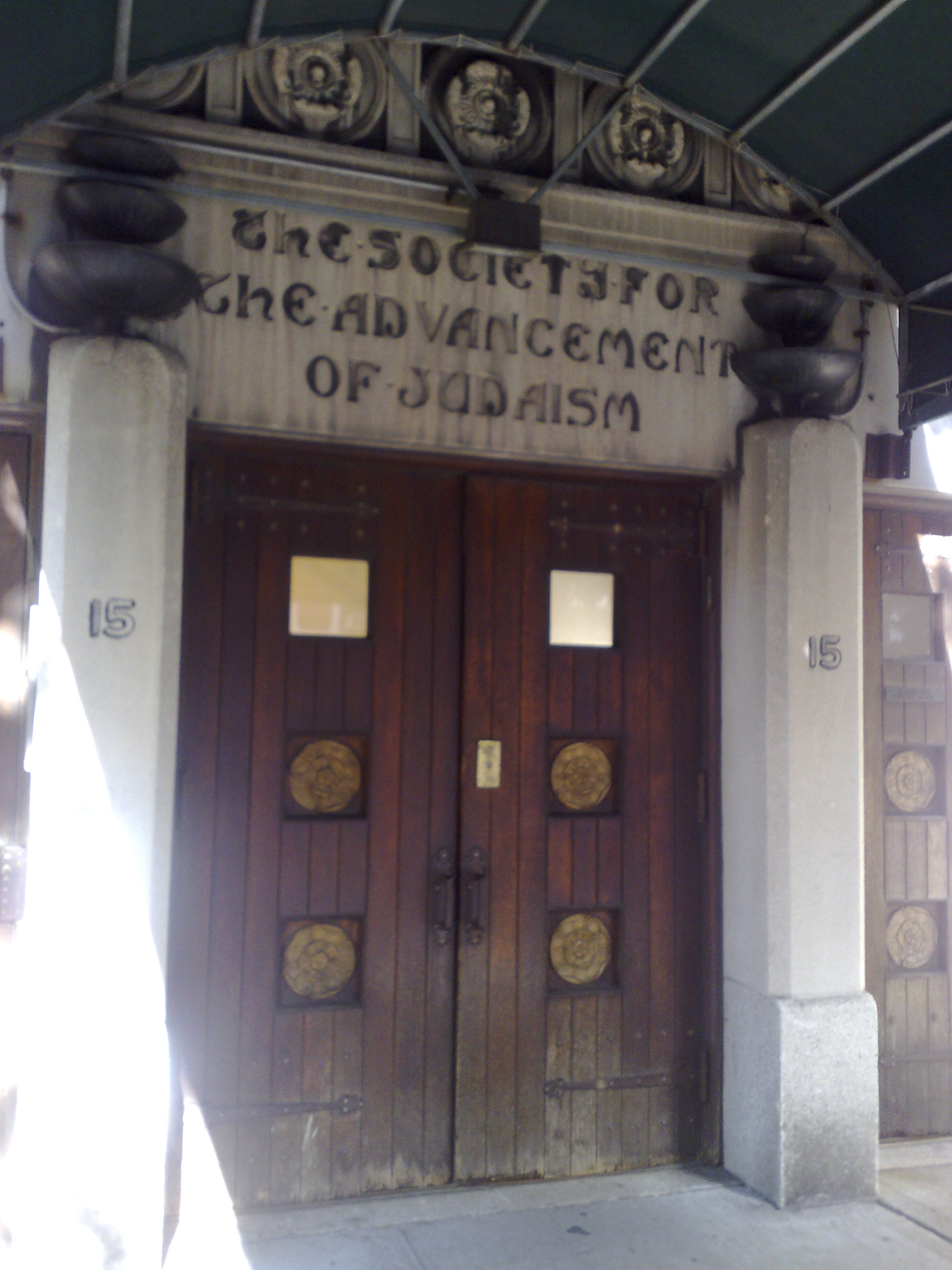
L'entrée de la Société pour l'avancement du judaïsme, la plus vieille synagogue reconstructionniste, fondée en 1922 par le rabbin Mordecai Kaplan.

Le judaïsme reconstructionniste (יהדות רקונסטרוקטיבית en hébreu) est le courant juif le plus tardivement créé et aussi celui qui compte le moins d'adhérents. Son existence est institutionnalisée en 1968 aux États-Unis par le rabbin Mordecai Kaplan, avec la fondation d’un séminaire rabbinique à Philadelphie, après qu’il ait fait sécession du judaïsme conservateur en 1955. Sa base idéologique, qui se situe à mi-chemin entre le judaïsme conservateur et le judaïsme réformé, et se rapproche fortement voire se confond avec le judaïsme humaniste, a été progressivement élaborée entre les années 1920, 1930 et 1940 et a largement gagné en légitimité au lendemain du traumatisme qu’a représenté la Seconde Guerre mondiale. Il est essentiellement présent aux États-Unis, dans une moindre mesure au Canada, et pratiquement inexistant en Israël et hors d’Amérique du Nord.

## Histoire
Le fondateur du mouvement est le rabbin Mordecai Kaplan. Celui-ci développa progressivement à partir des années 1920 une théologie explicitée dans deux ouvrages :
- The Meaning of God in Modern Jewish Religion ;
- Judaism as a Civilization.

La date de fondation du mouvement reconstructionniste se situe autour de janvier 1922, lorsqu'a été fondée la Société pour l'avancement du judaïsme.
En 1935, commence la publication du magazine Reconstructionist (sous la direction du rabbin Kaplan). En 1941, la revue Reconstructionist publie New Haggadah et Guide de rituel juif.

## Le fondateur

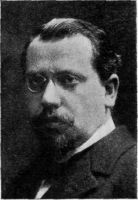
Le rabbin Mordecai M. Kaplan.

Le fondateur du mouvement est le rabbin Mordecai Kaplan (11 juin 1881 - 8 novembre 1983).
Né en Lituanie, il est ordonné rabbin en 1902 au séminaire Massorti ou « conservateur » de New York (Jewish Theological Seminary of America - JTS). Il obtient son premier poste dans la synagogue orthodoxe Kehillath Jeshrun à New York. En 1909, il commence à enseigner au JTS et ne quitte le séminaire qu'en 1959. En 1912, il prend part avec Israel Friedlander à la fondation du mouvement orthodoxe moderne Young Israel (en), ainsi qu'à l'établissement de centres communautaires, deux types d'institution visant à permettre aux immigrants juifs de maintenir une pratique religieuse tout en travaillant dans un milieu non juif.
Il développe progressivement à partir des années 1920 une théologie naturaliste proche de la pensée de John Dewey, explicitée dans deux ouvrages : The Meaning of God in Modern Jewish Religion et Judaism as a Civilization. Pour lui, Dieu n'est pas personnalisé et ne fait pas de miracles, il se manifeste dans l'ensemble des processus naturels qui permettent d'aboutir au développement spirituel et moral, visant en particulier à améliorer la société, à limiter la violence et l'exploitation. Cette position le fait accuser d'athéisme par les autorités juives, mais il semble que Mordecai Kaplan croit tout de même en l'existence d'une divinité ontologique. Il serait donc plutôt théiste.
L'importance qu’il accorde à l'influence du groupe sur la pratique religieuse individuelle répond à l'idée du sacré comme solidarité sociale d'Émile Durkheim. Le rabbin Kaplan rejette l'idée du peuple élu et voit dans la halakha un produit de la sagesse humaine et non d'une révélation divine. Il promeut l'égalité religieuse entre hommes et femmes ; en 1922, sa fille Judith est la première jeune fille à faire sa Bat-mitsvah.
Sa vision du judaïsme comme civilisation et non seulement comme religion est acceptée de ses collègues et élèves du séminaire, mais son idée du divin et ses autres positions, beaucoup moins. Les juifs orthodoxes le considèrent un hérétique. Young Israel le renie et l'efface de la liste de ses fondateurs. Encouragé par ses partisans, il décide alors d’institutionnaliser son propre mouvement en 1968, en créant le Séminaire reconstructionniste (Reconstructionist Rabbinical College - RRC) à Philadelphie.

## Théologie
Le mouvement reconstructionniste définit le judaïsme comme la culture religieuse en constante évolution du peuple juif. En effet, le reconstructionniste accorde une grande importance à tous les aspects de la culture juive. La langue, l'histoire, la philosophie, la littérature sont aussi importantes que la religion au sens strict. Cette culture est néanmoins définie comme religieuse car le divin est considéré comme central. Toujours présent dans le cœur humain, il est à l'origine du désir d'accomplissement spirituel et moral et se concrétise dans les processus qui y mènent. Au-delà de ces principes de base, différentes représentations de la divinité sont acceptables, et les fidèles sont encouragés à explorer divers attributs et formes du divin, sans se limiter à la figure traditionnelle du maître de l'univers personnifié et plutôt masculin. Le rabbin Kaplan lui-même soutient que la représentation anthropomorphique du Divin est une approximation imparfaite et partielle.
Le qualificatif de « reconstructionniste » exprime une vision du judaïsme comme voie de recherche philosophique et ontologique en permanence réinterprétée et réévaluée du sens de la vie, un chemin de questionnement et d'étude permanent d'où les moments de doute ne sont pas absents, et où chaque individu et communauté doivent reconstruire constamment. Ainsi, la halakha n'est pas une loi immuable et descendante dictée par le Divin, mais plutôt une tradition humaine, ouverte aux amendements. Elle est de grande valeur et mérite d'être étudiée, mais en tant qu'expression de la culture juive, de la sagesse avec laquelle les juifs d'autrefois ont réagi aux circonstances de leur temps. Pour les juifs reconstructionnistes, la halakha peut être adoptée « par défaut » si l'on n'y trouve rien à redire, mais doit aussi pouvoir être modifiée avec réflexion, reconstruite dans ses formes et son sens. Selon la formule consacrée du rabbin Kaplan : « La tradition a un droit de vote, mais pas de véto ». La transmission d'un ensemble d'obligations est remplacée par l'encouragement à célébrer, créer et transmettre la tradition à travers la culture et les pratiques juives, comme l'observance des fêtes traditionnelles, l'étude de la Torah, l'usage de l'hébreu et le port de la kippa, du talit (châle de prière) et des tephillin (phylactères).
Le reconstructionnisme accorde une grande importance à la vie religieuse et culturelle du groupe. Il considère en effet qu'elle joue un rôle social capital dans le renforcement de la pratique religieuse individuelle. Ce groupe est égalitaire, hommes et femmes ayant les mêmes possibilités, et les laïques participant aux décisions de concert avec les rabbins. Le rabbin Kaplan rejette l'idée que les Juifs seraient le peuple élu, y voyant une position arrogante et fermée au monde non-juif. Le judaïsme reconstructionnisme actuel affirme néanmoins la place spéciale du judaïsme, mais sans connotation de supériorité. Fait rare, il est d’ailleurs largement ouvert aux conversions. Les membres non-juifs des familles des fidèles, dans la mesure où ils soutiennent son engagement dans le judaïsme, peuvent être à un certain degré inclus dans la communauté, selon des modalités spécifiées par chaque congrégation. Les enfants qui reçoivent une éducation juive y sont admis quel que soit le sexe de leur parent juif.

## Principes de base
Le judaïsme reconstructionniste considère comme aussi importantes que la prière et l'étude, les actions en faveur de la justice sociale (tsedek) et de la protection de l'environnement. Le qualificatif de « reconstructionniste » exprime une vision du judaïsme comme voie de recherche du sens de la vie, un chemin de questionnement et d'étude d'où les moments de doute ne sont pas absents, et où chaque individu et chaque communauté doit le reconstruire constamment. Ses principes sont les suivants :
- Une attitude positive et ouverte envers la culture moderne.
- Un fonctionnement interne démocratique dans laquelle les laïcs peuvent prendre des décisions, non seulement les rabbins.

- Une approche « non-directive », favorisée pour enseigner les principes de la foi juive avec la conviction que tout Juif n'est pas obligé d'accepter tous les points de la Loi juive.

- Un fort rejet de la croyance que les juifs seraient un peuple élu. La fédération reconstructionniste affirme néanmoins la place spéciale du judaïsme, mais sans connotation de supériorité, et ouvert aux différents dialogues interreligieux.

- Une adhésion aux principes du sécularisme politique et à l’idée moderne d’État. Le judaïsme reconstructionisme est donc sioniste depuis sa fondation. L'aliyah est encouragée, mais le reconstructionnisme considère que la diaspora joue un rôle aussi important dans la civilisation juive que le pays d'Israël. Le mouvement est affilié à l'Union Mondiale du Judaïsme Progressiste dont il soutient l'action pour la liberté religieuse en Israël.

- En conformité avec ses principes de base, le reconstructionnisme reconnaît les autres branches du judaïsme : orthodoxe, massorti, libéral et réformiste. La Fédération reconstructioniste JRF est membre du World Union for Progressive Judaism depuis 1990. En 2006, le judaïsme reconstructionniste a pour la première fois de son histoire des représentants au Congrès juif mondial à Jérusalem en Israël.

- L'égalité hommes-femmes : le reconstructionnisme se veut égalitariste, hommes et femmes ayant les mêmes possibilités de vie, de carrière et de pratique religieuse[2]. Il fait de l'égalité hommes-femmes l'un de ses principes de base. En pratique, cela signifie que les femmes et les hommes peuvent utiliser le châle de prière (Talit) : Que les femmes et les hommes peuvent lire de la Torah ; Que les femmes et les hommes peuvent conduire tous les services dans la synagogue[3],[4], et que des femmes peuvent recevoir une formation rabbinique afin de devenir rabbins[5]. Les synagogues reconstructionnistes n'ont pas de mekhitsa (la séparation physique entre les femmes et les hommes dans le sanctuaire de la synagogue).

- La tolérance envers l'homosexualité et le lesbianisme[6] : les principes d’intégrité et de dignité personnelle de chaque juif sont généralement considérées comme étant plus importantes que les lois traditionnelles juives sur l'orientation sexuelle[7],[8]. Des rabbins constructionnistes acceptent d'officier des mariages religieux entre juifs de même sexe[9].

- Les mariages mixtes : le judaïsme reconstructionniste ne condamne pas les mariages mixtes et laisse la discrétion à chaque rabbin de décider s'ils veulent ou non officier lors des mariages où un seul partenaire est juif[10].

## Organisations

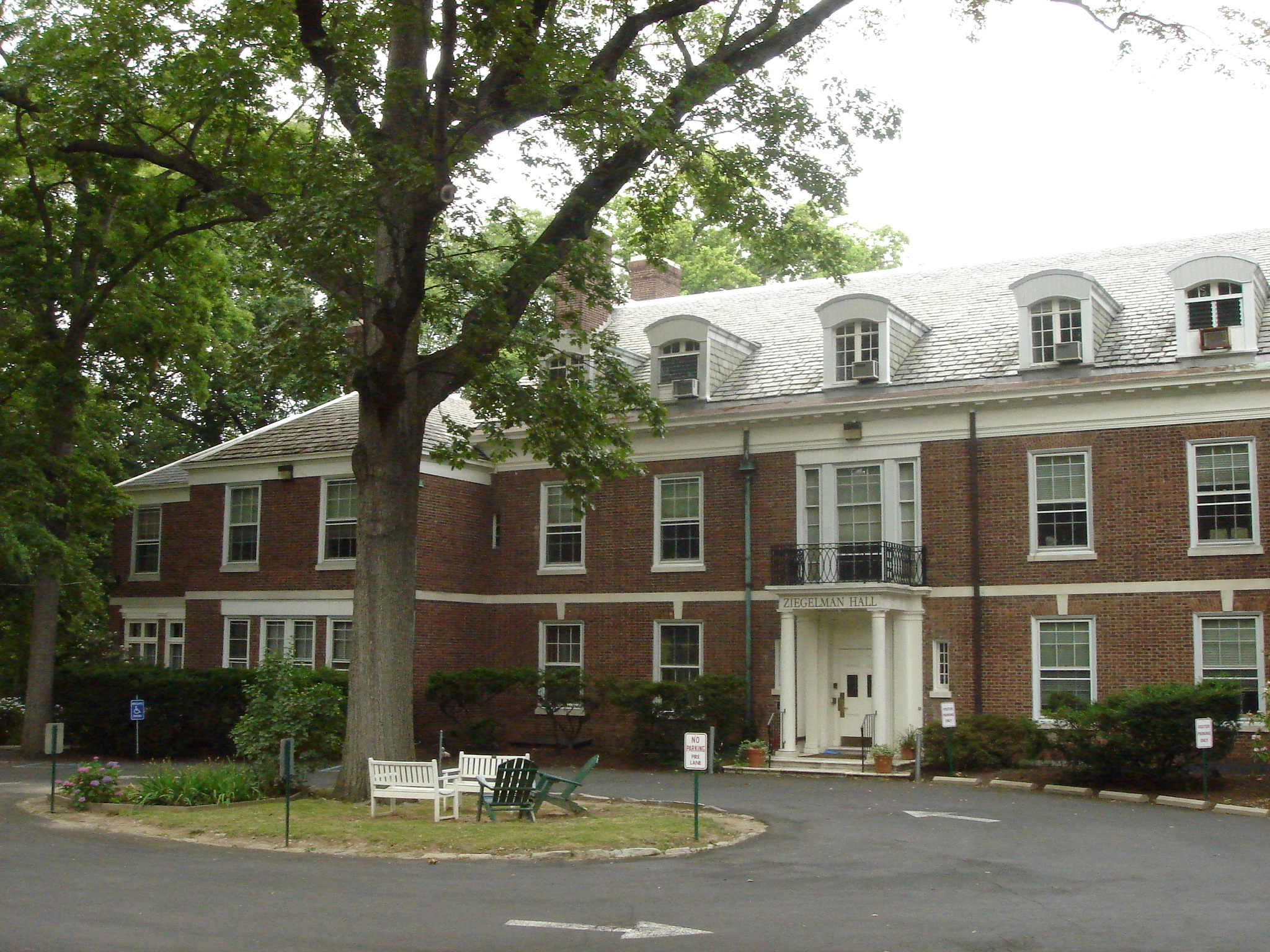
Le Ziegleman Hall, bâtiment principal du séminaire reconstructionniste (RRC) à Wyncote en Pennsylvanie

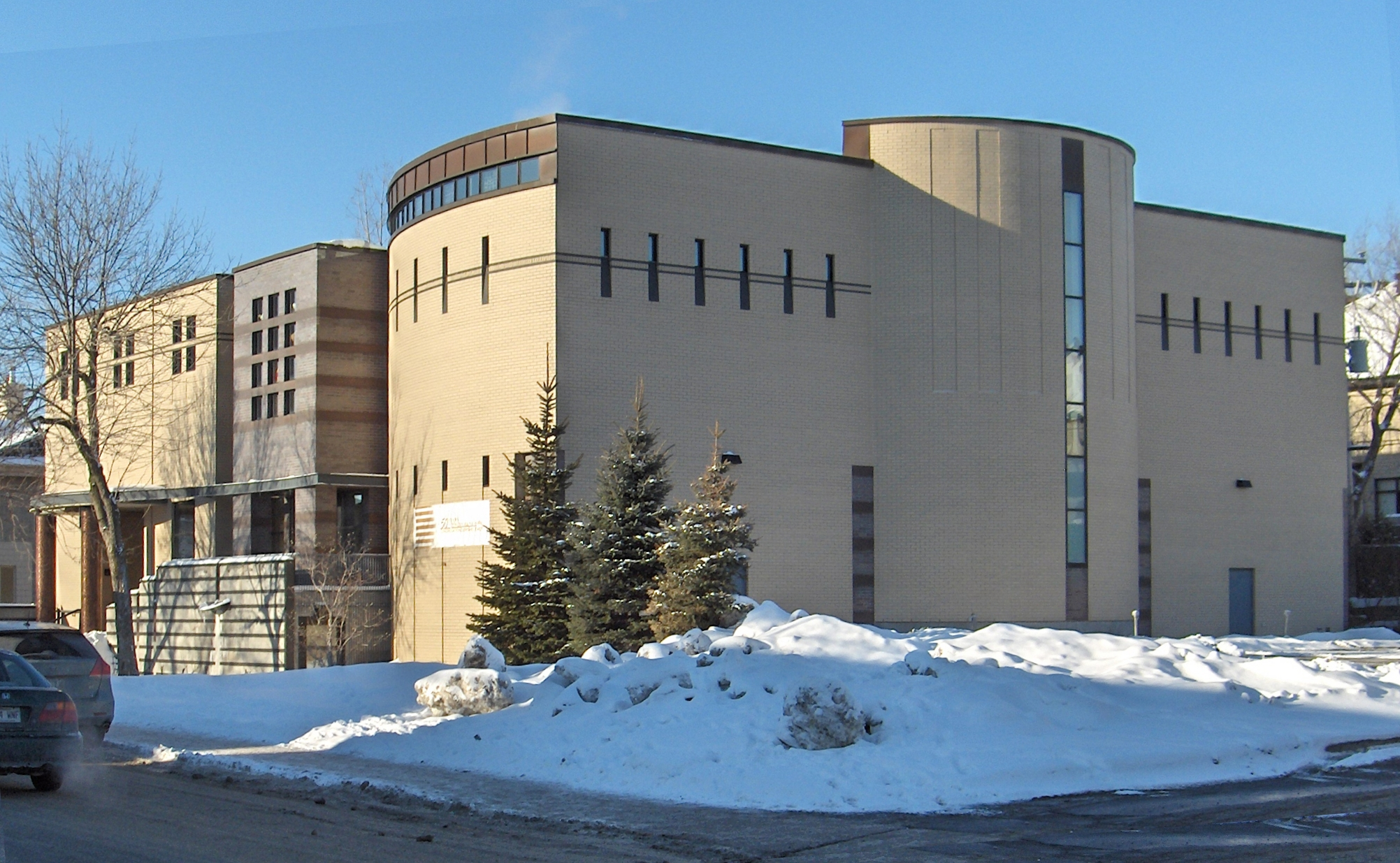
La congrégation Dorshei Emet à Montréal au Québec

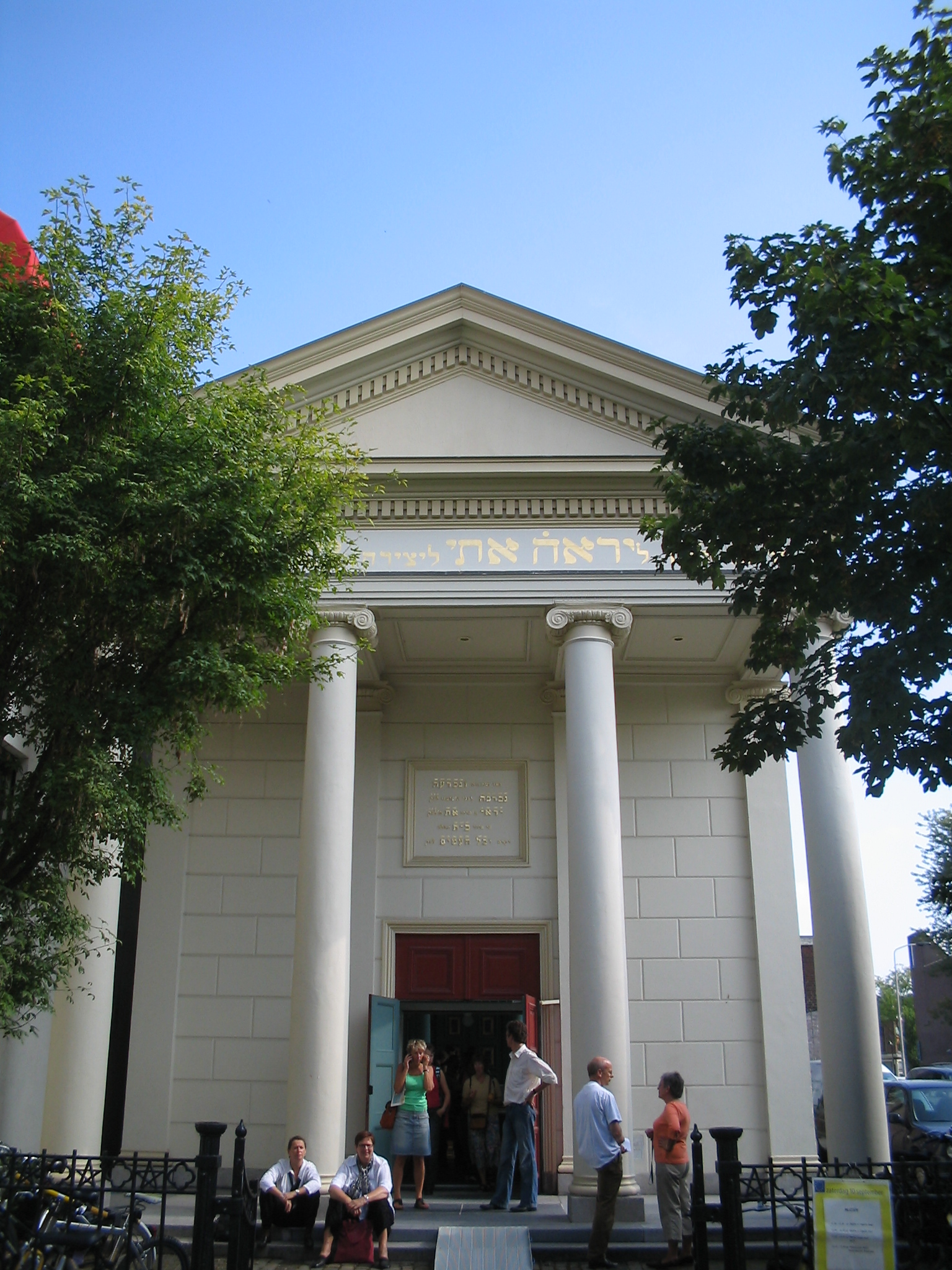
La congrégation OJG Klal Israël à Delft aux Pays-Bas

Né et implanté essentiellement aux États-Unis, le mouvement s'incarne dans trois organismes : la Fédération du judaïsme reconstructionniste (Jewish Reconstructionist Federation - JRF), l'Association des rabbins reconstructionnistes (Reconstructionist Rabbinical Association - RRA) et le Séminaire reconstructionniste (Reconstructionist Rabbinical College - RRC). Le mouvement est affilié à l'Union mondiale du judaïsme progressiste (le World Union for Progressive Judaism en langue anglaise) et au Congrès juif mondial.

### États-Unis
106 synagogues reconstructionnistes sont membres de la Fédération JRF. La plus ancienne congrégation est la SAJ Synagogue Community de New York. La SAJ a été fondé en 1922 par le rabbin Mordecai Kaplan.

### Canada
Trois congrégations sont membres de la Fédération JRF : La Congrégation Dorshei Emet (en) à Montréal (qui existe depuis 1960), la congrégation Darchei Noam à Toronto (qui existe depuis 1962) et Or Haneshamah (Ottawa Reconstructionist Havurah) à Ottawa (qui existe depuis 1987).

### Europe
En 1989, Stephen Berkowitz, nommé adjoint rabbin au Mouvement Juif Libéral de France, devint le premier rabbin européen ordonné par le Reconstructionist Rabbinical College.
En octobre 2017, Birgit Klein, professeur d'études juives à Heidelberg devient la deuxième rabbin reconstructioniste exerçant en Europe (Union Juive Libérale de Strasbourg). Seulement deux congrégations existent en Europe : la Beit Simcha à Prague en Tchéquie fut la première congrégation européenne à s'affiler à la Fédération JRF. En 1980, un groupe d'une vingtaine de juifs sous la direction de la Sylvie Wittmann se crée. En 1994, Beit Simcha s'est officiellement formé comme congrégation.
La seconde congrégation fut créée en 2005 : la congrégation OJG Klal Israël (en) à Delft, aux Pays-Bas, rejoint en novembre 2009 la Fédération JRF,.

### Israël
En 1963, à Jérusalem est fondée la congrégation Derech Mevakshey. Cette congrégation travaille sur l'intégration des juifs immigrants issus de différentes communautés ethniques. Parmi les membres de la congrégation environ 300 familles d'immigrants juifs de l'ex-URSS.